# Albaretto della Torre
Albaretto della Torre (piemontesisch Albarèj) ist eine Gemeinde in der italienischen Provinz Cuneo (CN) der Region Piemont. 

## Lage und Einwohner
Albaretto della Torre liegt rund 65 Straßenkilometer nordöstlich von der Provinzhauptstadt Cuneo entfernt in der Weinregion Langhe. Der Ort liegt auf einer Höhe von 672 m über dem Meeresspiegel.
Das Gemeindegebiet umfasst eine Fläche von circa 4,59 km² und hat 215 Einwohner (Stand 31. Dezember 2023). Zur Gemeinde gehören die Dörfer Lesme, Sant'Antonino, Borine und Tre Cunei. Nachbargemeinden sind Arguello, Cerreto Langhe, Lequio Berria, Rodello und Sinio. Die Gemeinde ist Teil der Verwaltungsgemeinschaft Comunità Montana Alta Langa.
Schutzpatron des Ortes ist San Sebastiano.

## Geschichte
Der römische Ursprung der Gemeinde wird durch archäologische Funde belegt. In einem Dokument aus der zweiten Hälfte des 11. Jahrhunderts als „Albaretus“ erwähnt, leitet sich der Ortsname vom Dialektbegriff „albra“, „Pappel“ ab. Die Angabe mit klarer Bedeutung kommt in mittelalterlichen Zeugnissen nicht vor und muss daher als erst in späterer Zeit eingeführt angesehen werden. Es gibt keine Informationen über die frühen Ereignisse des Dorfes und auch seine Ursprünge sind ungewiss. Die einzige erhaltene Bescheinigung ist ein Brief des Kommandeurs der piemontesischen christlichen Messe Brandale Lucioni, in dem Guerillataktiken theoretisiert werden, die für den Sieg über die französischen Jakobiner nützlich sind. Im Mittelalter war es Teil der Markgrafschaft Gorzegno.
Es gibt keine historisch-architektonischen Zeugnisse von besonderem Wert, mit Ausnahme des gut erhaltenen Turms aus dem 13. Jahrhundert in der Nähe des Pfarrhauses.

## Wein
In Albaretto della Torre werden Reben für den Dolcetto d’Alba, einen Rotwein mit DOC Status angebaut. Die Beeren der Rebsorten Spätburgunder und/oder Chardonnay dürfen zum Schaumwein Alta Langa verarbeitet werden.